# Arik Ascherman
Arik Ascherman (Hebreeuws: אריק אשרמן) (Erie (Pennsylvania), 1959) is een Israëlische, liberaal-joodse rabbijn van Amerikaanse komaf. In 1995 medeoprichter van de Israëlische mensenrechtenorganisatie "Rabbis for Human Rights" (RHR), waarvan hij later directeur werd, en vervolgens voorzitter. Hij noemt zichzelf "de rabbinale stem van het geweten in Israël", en komt op voor de Palestijnen, met name op de Westelijke Jordaanoever om hen te verdedigen tegen het geweld van Israëlische kolonisten.
Rabbijn Ascherman wordt internationaal erkend als leidend advocaat voor mensenrechten en sociaal-religieus recht als joodse en zionistische verplichting. Hij heeft diverse keren terechtgestaan voor daden van burgerlijke ongehoorzaamheid. Voor zijn werk voor RHR heeft hij talrijke onderscheidingen en erkenning gehad. Zijn uitspraken worden regelmatig aangehaald in de pers, zijn lezingen worden veel bezocht, en hij heeft bijgedragen aan verscheidene hoofdstukken in boeken. Ascherman is getrouwd met dr. Einat Ramon en heeft twee kinderen. Het gezin woont in Jeruzalem.

## Biografie

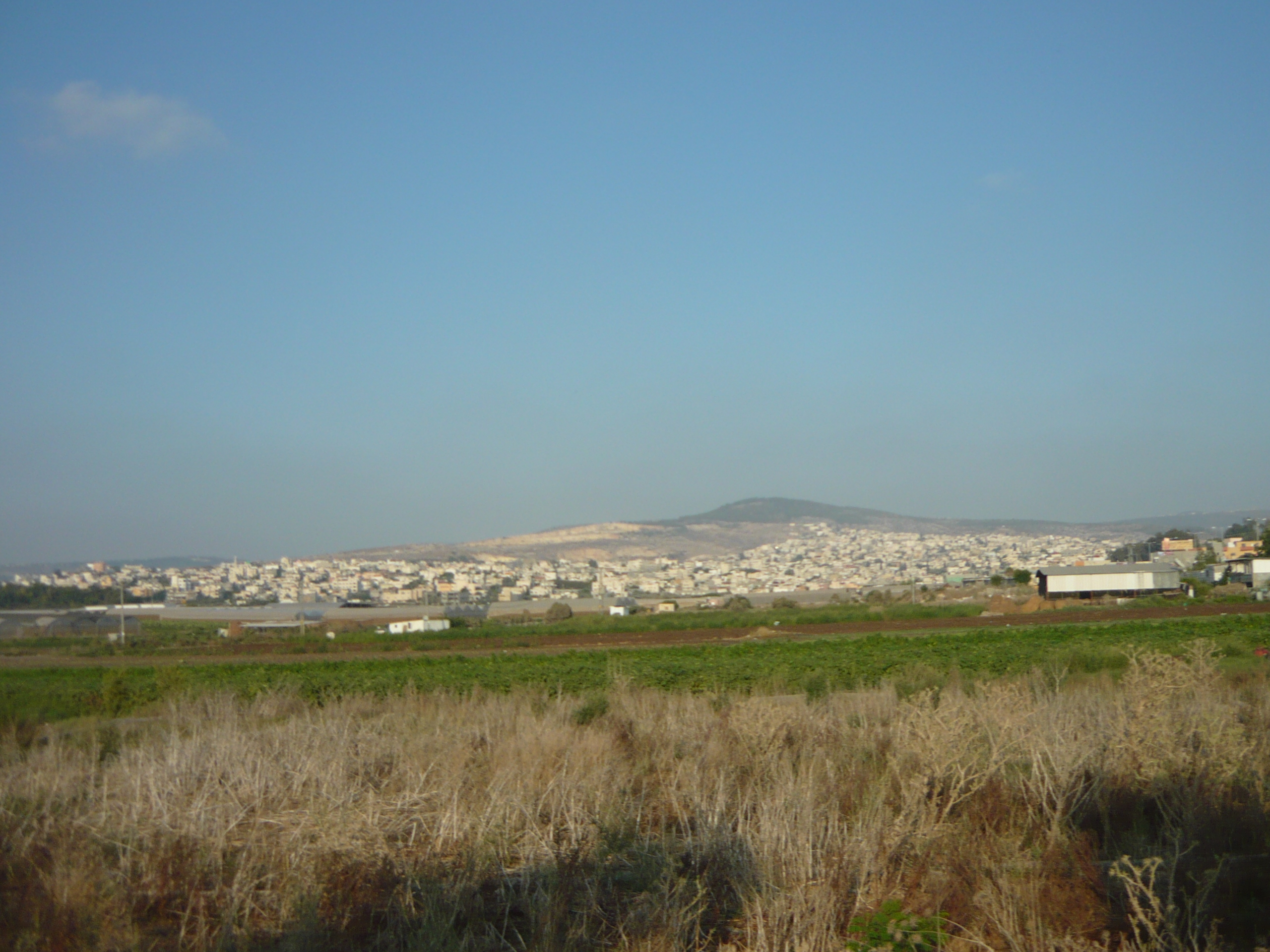
Tamra

Arik W.Ascherman werd geboren en groeide op in Erie, Pennsylvania. Hij studeerde aan de Harvard Universiteit. Na zijn studie werkte hij voor 'Intens For Peace' een project om een positieve communicatie en verstandhouding tussen Israëlische Joden en Arabieren ook met Joden wereldwijd te bewerkstelligen. Daarvoor werd hij van 1981 tot 1983 uitgezonden naar de Palestijns-Israëlische stad Tamra, waar hij het langst woonde en de Joods-Israëlische stad Kiryat Ata.
Als rabbijns student studeerde hij aan de Hebreeuwse Universiteit, en werd ingewijd bij de HUC-JIR in New York in 1989. Daar hielp hij een gaarkeuken op te zetten voor een studentenfaculteit en werkte  in de advocatuur voor daklozen. Rabbijn Ascherman diende van 1989-1991 als directeur van de joodse leerschool van Hillel aan de Universiteit van Californië, van 1991-1994 als rabbijn van de Tempel Beth Hillel in Richmond. Nadat hij in 1994 teruggekeerd was naar Israël trouwde hij met Einat Ramon, de eerste in Israël geboren vrouw die ingewijd werd als rabbijn. Van 1994 tot 1997 was hij directeur van de Mevakshei Derekh Congregatie in Jeruzalem en van 1997-2000 als rabbijn van kibboets Yahel in het uiterste zuiden van Israël in de Negev. In Richmond zette hij een opvangcentrum op voor daklozen in samenwerking van Beth Hillel en plaatselijke kerken. Begin 1995 begon hij als adjunct-directeur bij de NGO-organisatie 'Rabbis for Human Rights' (RHR), waarvan hij van 1998 -2010 directeur was. De laatste jaren is hij daarvan voorzitter. Rabbijn Ascherman is verder actief in 'HaMaabarah' een woningenproject dat hij mede hielp oprichten in 2011
Op 24 augustus 2016 werd bekend dat Arik Ascherman de organisatie Rabbis for Human Rights zou verlaten om een nieuwe soortgelijke organisatie op te richten.
Sinds oktober 2016 staat Ascherman aan het hoofd van de interreligieuze organisatie 'Haqel: In Defense of Human Rights'. 'Haqel' betekent 'veld' in het Arabisch en Aramees, en het woord is de basis van zowel landbouw als boer in het Hebreeuws. Haqel brengt leden van twee volken en drie religies samen, werkend op één veld. Het veld staat symbool voor vernieuwing, bron van inkomsten en verbinding met het land. Haqel werkt aan het verdedigen en veilig toegankelijk houden voor Palestijnse boeren en gemeenschappen van hun met overname bedreigd land, zoals Susiya; en helpt de Negev bedoeïenen ( Israëlische burgers) bij rechtszaken.

## Acties voor mensenrechten
Ascherman heeft felle kritiek op het beleid van de Israëlische regering ten aanzien van de mensenrechten: "Niemand zegt ronduit tegen de Palestijnen dat we je geen vergunning willen geven omdat je een Palestijn bent, maar er is een politiek van exact dát." Aschermans eerste protesten begonnen bij zijn verdediging van het huis van Saleem Shawarmah in Anata op de Westelijke Jordaanoever, dat in 1998 verwoest werd. Hij hielp het huis enkele keren op te bouwen, maar het werd elke keer weer verwoest door het Israëlische defensieleger (IDF). Die actie had wel tot gevolg dat het aantal verwoestingen van huizen enige tijd minder werd. Maar dat was slechts tijdelijk.
Op 2 januari 2011 schreef Ascherman een Open brief aan het Joods Nationaal Fonds (JNF) om te stoppen met het verwoesten van (onder meer) het bedoeïenen dorpje El Arakib en de bijgelegen begraafplaats in de Negev zolang er nog rechtszaken bij het Hof lopen waarin bedoeïenen trachten te bewijzen dat het land hun eigendom is. Op diezelfde dag vonden er ook demonstraties plaats bij de kantoren van het JNF in Jeruzalem.

### Aanvallen door kolonisten
- Op vrijdag 23 oktober 2015 werd rabbijn Ascherman, terwijl hij Palestijnse boeren bij hun oogst vergezelde door een gemaskerde rechts-extremist met een mes aangevallen en verwond. Dit gebeurde nabij de outpost (=buitenpost) van de Israëlische nederzetting Itamar bij Nablus. Terwijl een groep Joodse extremisten olijven stalen, stak de gemaskerde kolonist olijfbomen van de boeren in brand, waarop Ascherman op hem was toegetreden[8] Op 21 oktober 2015 had premier Benjamin Netanyahu met terugwerkende kracht een stedelijk bouwplan voor deze nederzetting goedgekeurd, en op 29 oktober keurde hij nog eens drie nederzettingen goed, hoewel die jarenlang als illegaal waren beoordeeld[9]
- Op vrijdag 22 april 2017 werd Ascherman voor een tweede keer, terwijl hij met enkele andere activisten Palestijnse herders vergezelde, aangevallen en geslagen door een grote groep jonge radicale kolonisten met stenen en stokken.[10]

Ascherman beschouwt het als zijn religieuze plicht om Palestijnen te helpen. Al decennia lang beschermen rabbijnen van Rabbis for Human Rights, samen met Israëlische vredesactivisten en met risico's voor eigen leven, de Palestijnse gemeenschappen op de Westelijke Jordaanoever tegen gewelddadige kolonisten. 
Sinds 7 oktober 2023 is het geweld door gewapende Joodse kolonisten evenals de verdrijving van Palestijnen sterk toegenomen.

## Prijzen en onderscheidingen
- 2002  Fakkeldrager in de Yesh Gvul, de Alternatieve Israëlische Onafhankelijkheidsdag Ceremonie
- 2005  Abraham Joshua Heschel Award van het "Jewish Peace Fellowship"
- 2006  Humanitarian Achievement Prijs door het "Wholistic Peace Institute"
- 2009  Keter Shem Tov Prijs toegekend door het Reconstructionist Rabbinical College
- 2010  Yeshayahu Liebowitz Prijs toegekend door "Yesh Gvul"
- 2011  Gandhi Peace Prijs toegekend door "Promoting Enduring Peace", voor Rabbis For Human Rights (samen met Ehud Bandel)[12]
- 2014  Eredoctoraat van Godgeleerdheid van het Hebrew Union College-Jewish Institute of Religion
- 2015  Eredoctoraat van Godgeleerdheid van het Chicago Theological Seminary
- 2016  Tikun Magazine Award
- RHR Prijs
- Niwano Vredesprijs

## Publicaties
- “Born with a Knife in Their Hearts: Children and Political Conflict” in Nurturing Child and Adolescent Spirituality: Perspectives from the World’s Religious Traditions uitgegeven door Yust, Sasso, Johnson en Roehikepartain, 2005
- “On the Human Rights of the ‘Other” in Judaism: The Israeli Context” (Hebreeuws) in Human Rights and Social Exclusion in Israel uitgegeven door Ya’ir Ronen, Israel Doron, Vered Slonim-Nevo, 2008
- “Does Judaism Teach Universal Human Rights>” in Abraham’s Children uitgegeven door Kelly Clark, 2012